# Nederlands landskampioenschap hockey 1923/24
Het Nederlands landskampioenschap hockey in het seizoen 1923/24 werd gewonnen door HDM uit Den Haag. 

## Onofficiële eindstand
| Positie | Club        | WG | W  | G | V | P  | DV    |
| ------- | ----------- | -- | -- | - | - | -- | ----- |
| 1.      | HDM         | 13 | 11 | 1 | 1 | 23 | 48-23 |
| 2.      | Bloemendaal | 12 | 8  | 1 | 3 | 17 | 41-17 |
| 3.      | Hilversum   | 11 | 7  | 1 | 3 | 15 | 35-18 |
| 4.      | HOC         | 12 | 7  | 0 | 5 | 14 | 27-29 |
| 5.      | Amsterdam   | 13 | 6  | 1 | 6 | 13 | 37-25 |
| 6.      | Utrecht     | 13 | 5  | 2 | 6 | 12 | 26-28 |
| 7.      | MHC         | 13 | 4  | 3 | 6 | 11 | 27-30 |
| 8.      | TOGO        | 13 | 3  | 1 | 9 | 7  | 16-36 |
| 9.      | Gooische    | 13 | 3  | 2 | 8 | 6  | 13-37 |
| 10.     | Victoria    | 13 | 2  | 2 | 9 | 6  | 23-43 |

Nederlands landskampioenschap:

1897/98 ·
1898/99 ·
1899/00 ·
1900/01 ·
1901/02 ·
1902/03 ·
1903/04 ·
1904/05 ·
1905/06 ·
1906/07 ·
1907/08 ·
1908/09 ·
1909/10 ·
1910/11 ·
1911/12 ·
1912/13 ·
1913/14 ·
1914/15 ·
1915/16 ·
1916/17 ·
1917/18 ·
1918/19 ·
1919/20 ·
1920/21 ·
1921/22 ·
1922/23 ·
1923/24 ·
1924/25 ·
1925/26 ·
1926/27 ·
1927/28 ·
1928/29 ·
1929/30 ·
1930/31 ·
1931/32 ·
1932/33 ·
1933/34 ·
1934/35 ·
1935/36 ·
1936/37 ·
1937/38 ·
1938/39 ·
1939/40 ·
1940/41 ·
1941/42 ·
1942/43 ·
1943/44 ·
1944/45 ·
1945/46 ·
1946/47 ·
1947/48 ·
1948/49 ·
1949/50 ·
1950/51 ·
1951/52 ·
1952/53 ·
1953/54 ·
1954/55 ·
1955/56 ·
1956/57 ·
1957/58 ·
1958/59 ·
1959/60 ·
1960/61 ·
1961/62 ·
1962/63 ·
1963/64 ·
1964/65 ·
1965/66 ·
1966/67 ·
1967/68 ·
1968/69 ·
1969/70 ·
1970/71 ·
1971/72 ·
1972/73
Hoofdklasse heren:

1973/74 · 
1974/75 · 
1975/76 · 
1976/77 · 
1977/78 · 
1978/79 · 
1979/80 · 
1980/81 · 
1981/82 · 
1982/83 · 
1983/84 · 
1984/85 · 
1985/86 · 
1986/87 · 
1987/88 · 
1988/89 · 
1989/90 · 
1990/91 · 
1991/92 · 
1992/93 · 
1993/94 · 
1994/95 · 
1995/96 · 
1996/97 · 
1997/98 · 
1998/99 · 
1999/00 · 
2000/01 · 
2001/02 · 
2002/03 · 
2003/04 · 
2004/05 · 
2005/06 · 
2006/07 · 
2007/08 · 
2008/09 · 
2009/10 · 
2010/11 · 
2011/12 · 
2012/13 ·
2013/14 ·
2014/15 ·
2015/16 ·
2016/17 ·
2017/18 ·
2018/19 ·
2019/20 ·
2020/21 ·
2021/22 ·
2022/23 ·
2023/24 ·
2024/25 ·